# Rezolucija Vijeća sigurnosti UN-a 1367
Rezolucijom Vijeća sigurnosti UN-a 1367, jednoglasno usvojenom 10. rujna 2001., nakon pozivanja na rezolucije 1160 (1998.), 1199 (1998.), 1203 (1998.) i ponovnog potvrđivanja rezolucija 1244 (1999.) i 1345 (2001.), posebno je Vijeće ukinulo embargo na oružje protiv Savezne Republike Jugoslavija (Srbija i Crna Gora) nakon što je zadovoljila zahtjeve Vijeća da se povuče s Kosova i omogući početak političkog dijaloga.
Vijeće sigurnosti je konstatiralo da su zahtjevi sadržani u Rezoluciji 1160 ispunjeni i nadalje priznalo tešku sigurnosnu situaciju duž administrativne granice Kosova i Savezne Republike Jugoslavije. Ulazak oružja i streljiva na Kosovo i dalje bi se sprječavao. Glavni tajnik Kofi Annan izjavio je da je Savezna Republika Jugoslavija odobrila pristup Kosovu humanitarnim organizacijama i Visokom povjereniku Ujedinjenih naroda za ljudska prava.
Djelujući prema Poglavlju VII Povelje Ujedinjenih naroda, Vijeće je prekinulo embargo na oružje i raspustilo Odbor Vijeća sigurnosti zadužen za praćenje sankcija.

## Vanjske poveznice
| Wikizvor | Engleski Wikizvor ima izvorni tekst na temu: United Nations Security Council Resolution 1367 |

- Text of the Resolution at undocs.org